# Tadukhipa
Tadukhipa ou Taduhepa, L'aimée de Khepa, est la fille de Tushratta, l'empereur du Mittani (règne : vers 1382 / 1342 av. J.-C.) et de la reine Juni.
On sait peu de chose sur Tadukhipa. Quelques égyptologues, dont Hans Wolfgang Helck, pensent qu'elle naît pendant l'an 21 (ou 25) du règne d'Amenhotep III. Elle épouse ce dernier en l'an 36 de son règne, alors qu'elle n'a que 12/15 ans. Cependant, quelques égyptologues pensent qu'un âge plus élevé à son mariage ne peut être exclu. C'est avant l'an 36, que la princesse se rend en Égypte, mais de longues négociations ont lieu au sujet de la dot, comme le précisent les lettres d'Amarna EA 19 et 22. Amenhotep III meurt presque deux ans plus tard (v. 1353 av. J.-C.), à 45 ans, soit 37 ans après son accession au trône. Son fils et héritier, Amenhotep IV/Akhenaton, hérite de son harem et épouse aussi Tadukhipa. Le reste de sa vie nous est inconnu. Tadukhipa ne fut jamais « Grande épouse royale » (Hmt-nswt wrt) et resta une épouse secondaire. Il n'y a pas d'enfant connu de cette union.
Son identification à Néfertiti a été proposée comme solution aux destins incertains de Tadukhipa et de Néfertiti. Cependant, d'autres identifient Tadukhipa avec Kiya, supposée avoir été une autre reine d'Akhenaton.